# Vultúrnum
Vultúrnum o Volturnum (en llatí: Vulturnum, en grec antic: Οὐουλτοῦρνον) va ser una ciutat de Campània situada a la costa, tocant a la desembocadura del riu Volturnus, a la riba sud.
No s'esmenta abans de la Segona Guerra Púnica ni s'han trobat rastres anteriors. Cap a l'any 212 aC els romans hi van construir un castellum ('fortalesa') defensiu amb un magatzem de subministraments pels soldats que assetjaven Càpua. Probablement va subsistir després de la guerra i va anar creixent. L'any 194 aC es va establir allí una colònia romana, al mateix temps que a Liternum i Puteoli, si bé amb un reduït nombre de colons, el que no va permetre a Volturnum agafar més importància. Titus Livi l'esmenta com una ciutat o municipi romà i també altres geògrafs com Estrabó, Plini el Vell, Pomponi Mela i Claudi Ptolemeu. Va mantenir aquesta categoria al menys fins a l'època dels Antonins. Sota August va rebre una nova colònia i va retenir el rang colonial durant l'Imperi. Al segle iv va ser la seu d'un bisbe, i va existir fins al segle ix, quan va ser destruïda pels sarraïns que assolaven la costa de la Campània.
Al segle xvii es va construir una nova fortalesa anomenada Castel Volturno o Castell'a Mare di Volturno, que va derivar en la ciutat actual de Castel Volturno. En queden unes restes poc rellevants de l'antiga ciutat.